# Torbjörn Nilsson (miljöpartist)
Nils Torbjörn Nilsson, född 16 augusti 1965 i Lidingö församling, Stockholms län, är en svensk politiker (miljöpartist) och naturvårdsbiolog. Han är sedan 2019 ledamot i Miljöpartiets partistyrelse.

## Biografi
Torbjörn Nilsson föddes 1965 i Lidingö församling. Nilsson är naturvårdsbiolog och disputerade 1997 i zoologisk ekologi med en avhandling om populationsdynamik hos Bolitophagus reticulatus, vanlig svampsvartbagge. Han arbetade för Naturskyddsföreningen i Värmland 1999–2001 och har arbetat på olika länsstyrelser med rovdjursfrågor. Han har varit medlem i Svenska Rovdjursföreningen sedan år 2000 och var dess ordförande mellan 2016 och 2018. Han har arbetat på Naturvårdsverket och skrev där bland annat 2013 en sårbarhetsanalys för stora rovdjur.
Han är (2021) politisk sekreterare för Miljöpartiet i Värmland, ledamot i kommunfullmäktige samt ordförande för miljönämnden i Karlstads kommun.
Nilsson invaldes i maj 2019 i Miljöpartiets styrelse, och angav då som målsättning att behålla och stärka partiets höga anseende i miljöfrågor, men också bli mer offensiva i sociala frågor.